# Cuộc đua xe đạp tranh Cúp truyền hình Thành phố Hồ Chí Minh 1992
Cuộc đua xe đạp toàn quốc tranh Cúp truyền hình Thành phố Hồ Chí Minh 1992 là giải đấu lần thứ tư của Cuộc đua xe đạp toàn quốc tranh Cúp truyền hình Thành phố Hồ Chí Minh do Đài Truyền hình Thành phố Hồ Chí Minh và Phòng Thể dục - Thể thao quận Gò Vấp phối hợp tổ chức, diễn ra từ ngày 23 tháng 4 đến ngày 30 tháng 4 năm 1992. Cuộc đua gồm 7 chặng với tổng lộ trình hơn 900 km, đi từ Thành phố Hồ Chí Minh qua các thành phố Phan Thiết, Phan Rang, Nha Trang, Đà Lạt, Bảo Lộc và về lại Thành phố Hồ Chí Minh. Tổng cộng có 114 vận động viên đến từ 23 đội đua trên toàn quốc tham dự cuộc đua lần này.

## Danh sách tham dự
Cuộc đua lần thứ tư quy tụ các đội đua:
Danh sách này không đầy đủ, bạn cũng có thể giúp mở rộng danh sách.
- Khách sạn Thanh Bình
- An Giang
- Công an Thành phố Hồ Chí Minh
- Công An Nhân Dân
- Quận Gò Vấp

## Lộ trình
| Chặng | Ngày       | Đoạn đường                                       | Khoảng cách     |
| ----- | ---------- | ------------------------------------------------ | --------------- |
| 1     | 23 tháng 4 | Thành phố Hồ Chí Minh đi Phan Thiết (Bình Thuận) | 179 km          |
| 2     | 24 tháng 4 | Phan Thiết đi Phan Rang (Ninh Thuận)             | 147 km          |
| 3     | 25 tháng 4 | Phan Rang đi Nha Trang (Khánh Hòa)               | 102 km          |
| 4     | 26 tháng 4 | Nha Trang đi Phan Rang                           | 102 km          |
| 5     | 27 tháng 4 | Phan Rang đi Đà Lạt (Lâm Đồng, đèo Ngoạn Mục)    | 121 km          |
| —     | 28 tháng 4 | Nghỉ tại Đà Lạt                                  | Nghỉ tại Đà Lạt |
| 6     | 29 tháng 4 | Đà Lạt đi Bảo Lộc                                | 103 km          |
| 7     | 30 tháng 4 | Bảo Lộc đi Thành phố Hồ Chí Minh                 | 148 km          |

## Xếp hạng chung cuộc
|               | Vận động viên    | Đội                           |
| ------------- | ---------------- | ----------------------------- |
| Áo vàng       | Trương Huy Hồng  | Khách sạn Thanh Bình          |
| Áo chấm đỏ    | Lư Hồng Hải      | Công An Nhân Dân              |
| Áo xanh       | Đôn Thanh Hiếu   | Công an Thành phố Hồ Chí Minh |
| Giải đồng đội | Công An Nhân Dân | Công An Nhân Dân              |

## Nhà tài trợ
- Agfa
- Tribeco